# Jali Meirinho
Jali Meirinho (Rio do Sul, 9 de outubro de 1933) é um historiador e jornalista brasileiro.

## Carreira
Em 13 de julho de 1995 foi empossado na cadeira 30 da Academia Catarinense de Letras. É sócio emérito do Instituto Histórico e Geográfico de Santa Catarina.Sócio Correspondente do Instituto Histórico e Geográfico Brasileiro
Obteve um mestrado em história em 1979 pela Universidade Federal de Santa Catarina.

## Publicações
- Instituições da Cultura Catarinense, 1970
- Nomes que Ajudaram a fazer Santa Catarina, 1971
- A República em Santa Catarina, 1978
- Datas Históricas de Santa Catarina (1500 — 1985), 1985
- República e Oligarquias: subsídios para a História Catarinense (1888 — 1930), 1997
- Sangue Barriga-Verde, 1985
- Datas Históricas de Santa Catarina – 1500/2000. Florianópolis : Insular, Editora da UFSC, 2000.